# Bellator 134
Bellator 134: The British Invasion foi um evento de artes marciais mistas promovido pelo Bellator MMA, ocorrido em 27 de fevereiro de 2015 no Mohegan Sun Arena em Uncasville, Connecticut. O evento foi transmitido ao vivo na Spike TV nos Estados Unidos.

## Background
O card principal do Bellator 134 foi anunciado durante a transmissão do Bellator 131. O presidente Scott Coker anunciou que as lutas do card principal seria lutadores representando os Estados Unidos enfrentando lutadores representando o Reino Unido.
O evento é esperado para ter como evento principal a luta entre o atual campeão dos meio pesados Emanuel Newton e o vencedor do Torneio de Verão de 2014 Liam McGeary.
Michael Page enfrentaria Curtis Millender, mas devido a um corte próximo ao olho, que ocorreu durante os treinos, não pôde participar do evento, sendo substituído por Brennan Ward.

## Card Oficial
Nota 1 Pelo Cinturão Meio Pesado do Bellator.

## Ligações Externas
1. ↑  Nota 1